# Skalice nad Svitavou
Skalice nad Svitavou (do roku 1951 jen Skalice) je obec v okrese Blansko v Jihomoravském kraji. Leží třináct kilometrů severně od Blanska a čtyři kilometry jihozápadně od Boskovic. Žije zde 672 obyvatel.

## Historie
Když v roce 1979 byly na místě dnešního Agropodniku započaty vykopové práce pro novou budovu, byly nalezeny předměty ze starší doby kamenné, z mladší doby kamenné, z doby bronzové a z doby železné. Mezi předměty které se nalezly, byly pece, keramika, železné předměty, kosti různého stáří a 3 kostry. Podle průzkumu se zjistilo, že sídliště bylo opuštěno asi v 7. století před naším letopočtem.
První písemná zmínka o obci pochází z roku 1229, tehdy je připomínána jako osada. V letech 1341 a 1348 se v kronikách připomíná Ješek v Doubravici a na Skalici. A v roce 1505 se píše o přidružení obce Skalice do panství Boskovice. V 30. letech 18. století byla budována císařská silnice (dnešní silnice I/43 Brno - Česká Třebová) ke které ze Skalice vedla přípojka. Při budování železniční dráhy z Brna do České Třebové, v letech 1843–1849, trať byla vedena i přes Skalici. V té době byl stanici ve Skalici přidělen název Skalice - Boskovice, až roku 1924 byla stanice přejmenována na Skalice nad Svitavou, na to obec převzala celý název. V roce 1908 byla trať rozšířena ze Skalice směrem přes Boskovice do Chornic. Roku 1912 byla provedena elektrifikace obce. O osm let později se v obci objevil první automobil a následující rok i první telefon a zřízena četnická stanice. V roce 1928 se v obci objevilo první rádio a roku 1933 bylo provedena úprava koryta řeky. O rok později byla v obci zbudována kanalizace.

## Obyvatelstvo
| Rok            | 1869 | 1880 | 1890 | 1900 | 1910 | 1921 | 1930 | 1950 | 1961 | 1970 | 1980 | 1991 | 2001 | 2011 | 2021 |
| -------------- | ---- | ---- | ---- | ---- | ---- | ---- | ---- | ---- | ---- | ---- | ---- | ---- | ---- | ---- | ---- |
| Počet obyvatel | 257  | 292  | 319  | 361  | 403  | 413  | 566  | 539  | 546  | 549  | 581  | 610  | 609  | 612  | 606  |
| Počet domů     | 37   | 42   | 45   | 45   | 52   | 58   | 91   | 125  | 128  | 132  | 134  | 148  | 151  | 165  | 171  |

## Obecní správa

### Obecní symboly
Znak a vlajka byly obci uděleny rozhodnutím předsedy Poslanecké sněmovny Parlamentu České republiky dne 11. května 2001.

## Pamětihodnosti
- Nádražní vodárna
- Kostel Panny Marie Pomocnice z roku 1926

## Fotogalerie

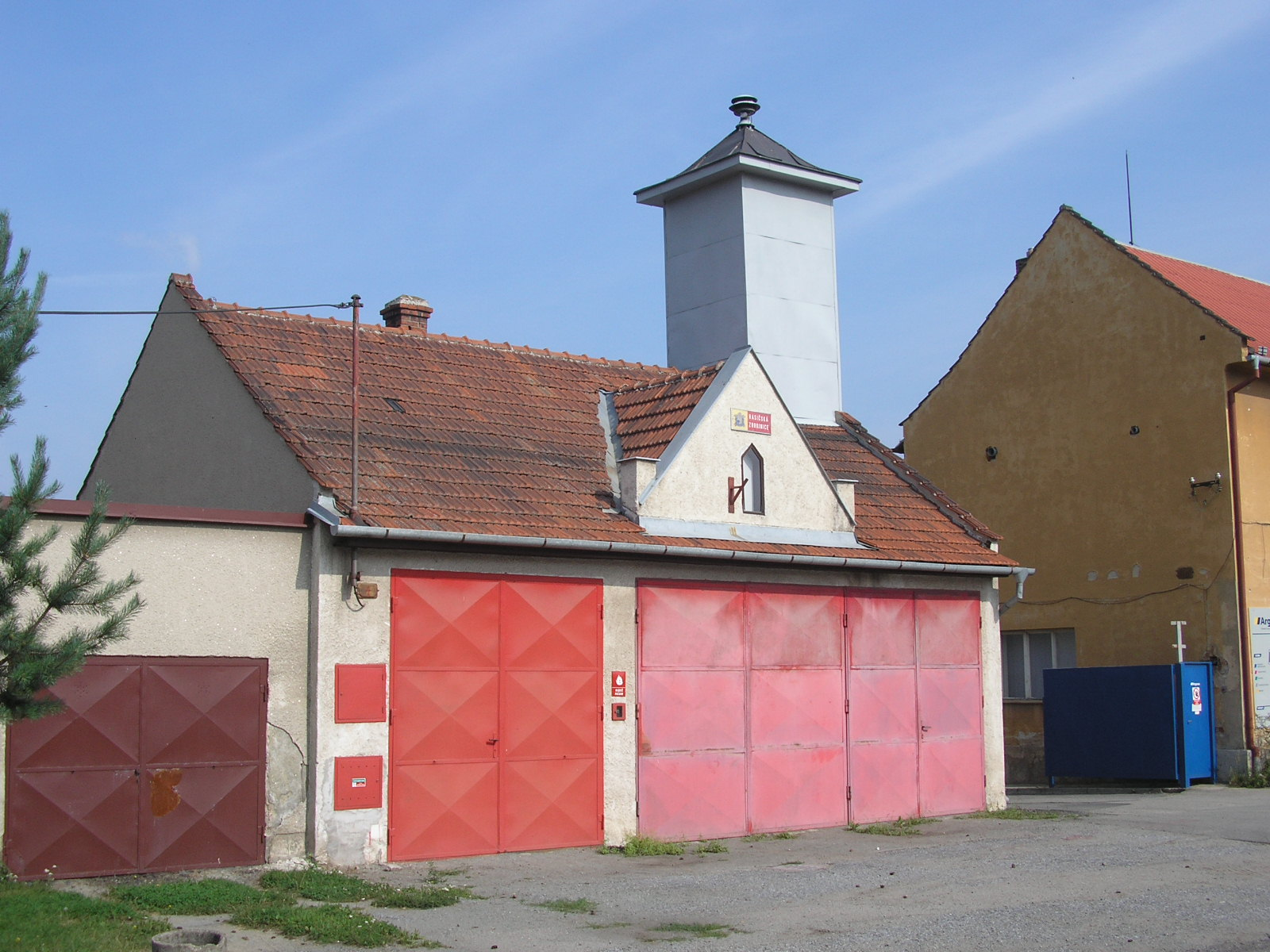
Hasičská zbrojnice ve Skalici nad Svitavou
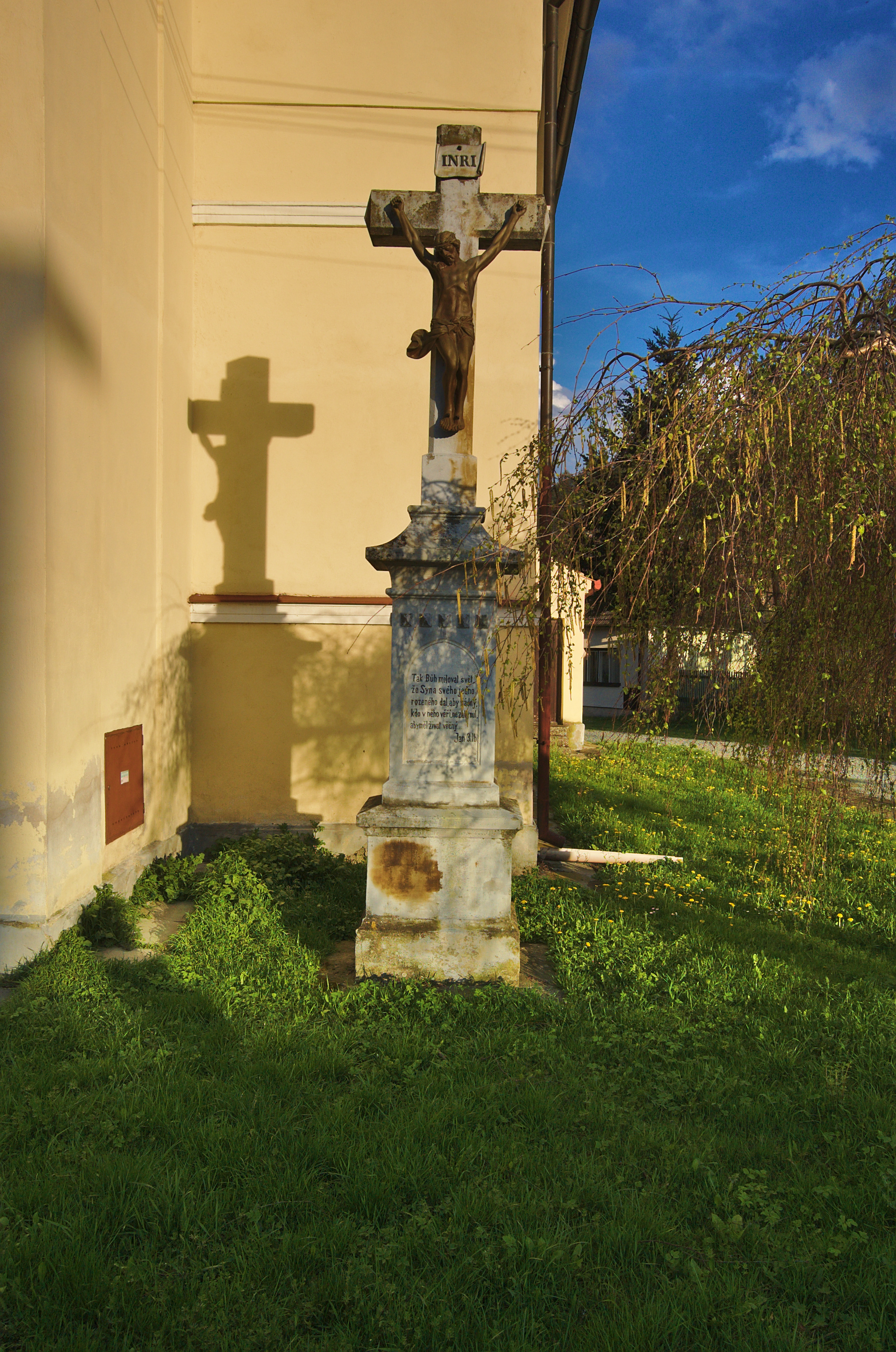
Kříž před kostelem
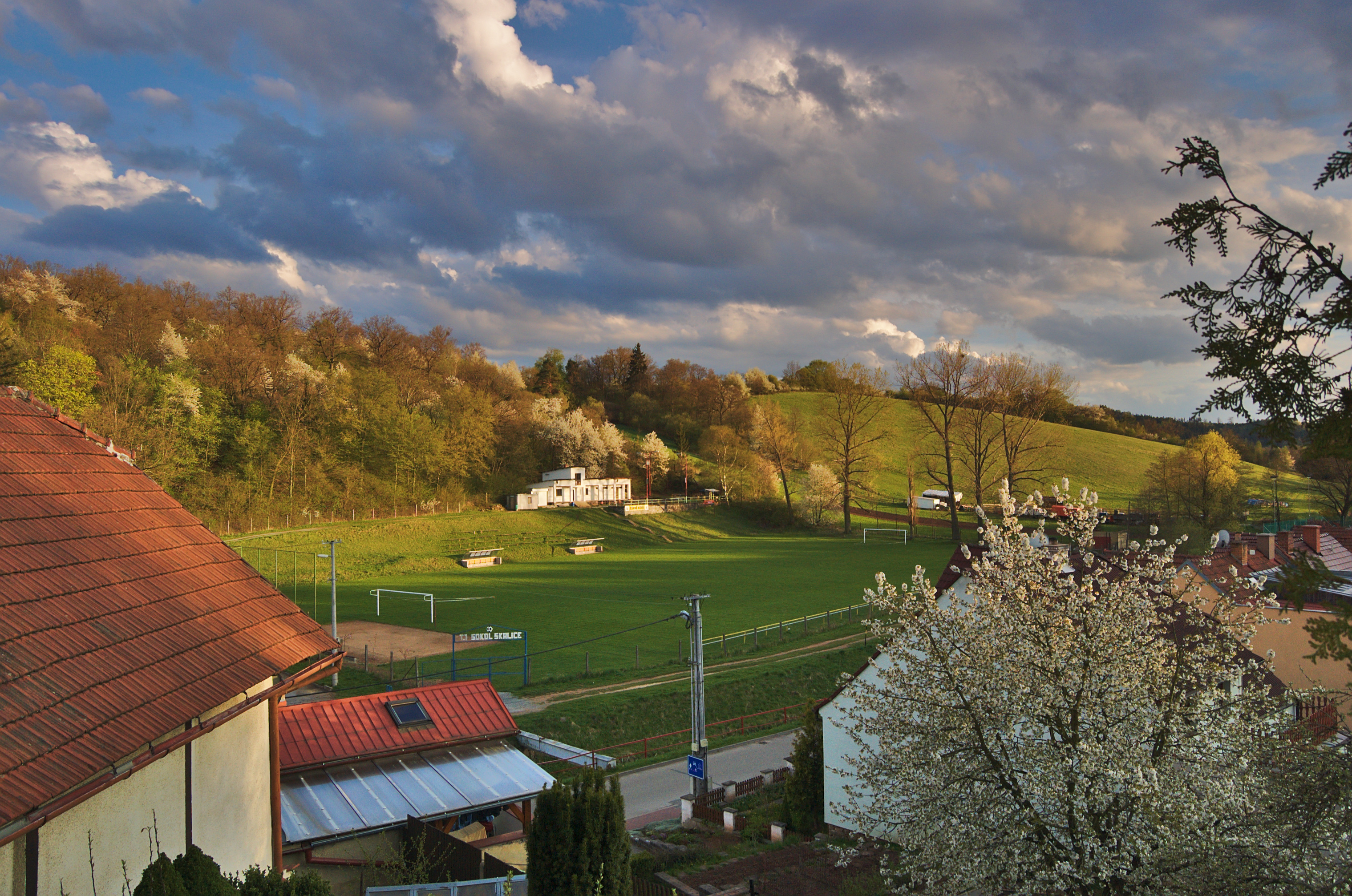
Fotbalové hřiště
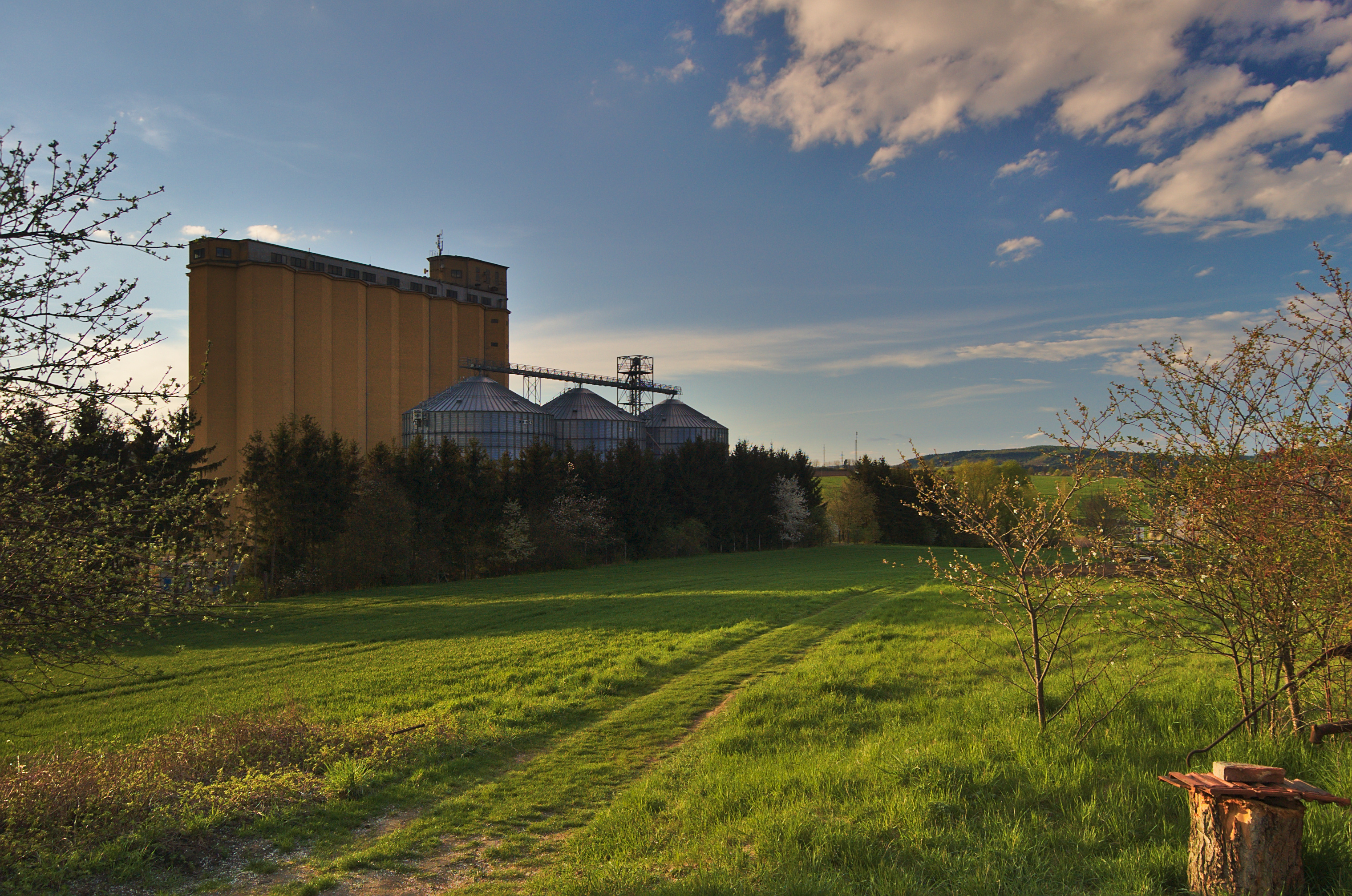
Silo zemědělského družstva
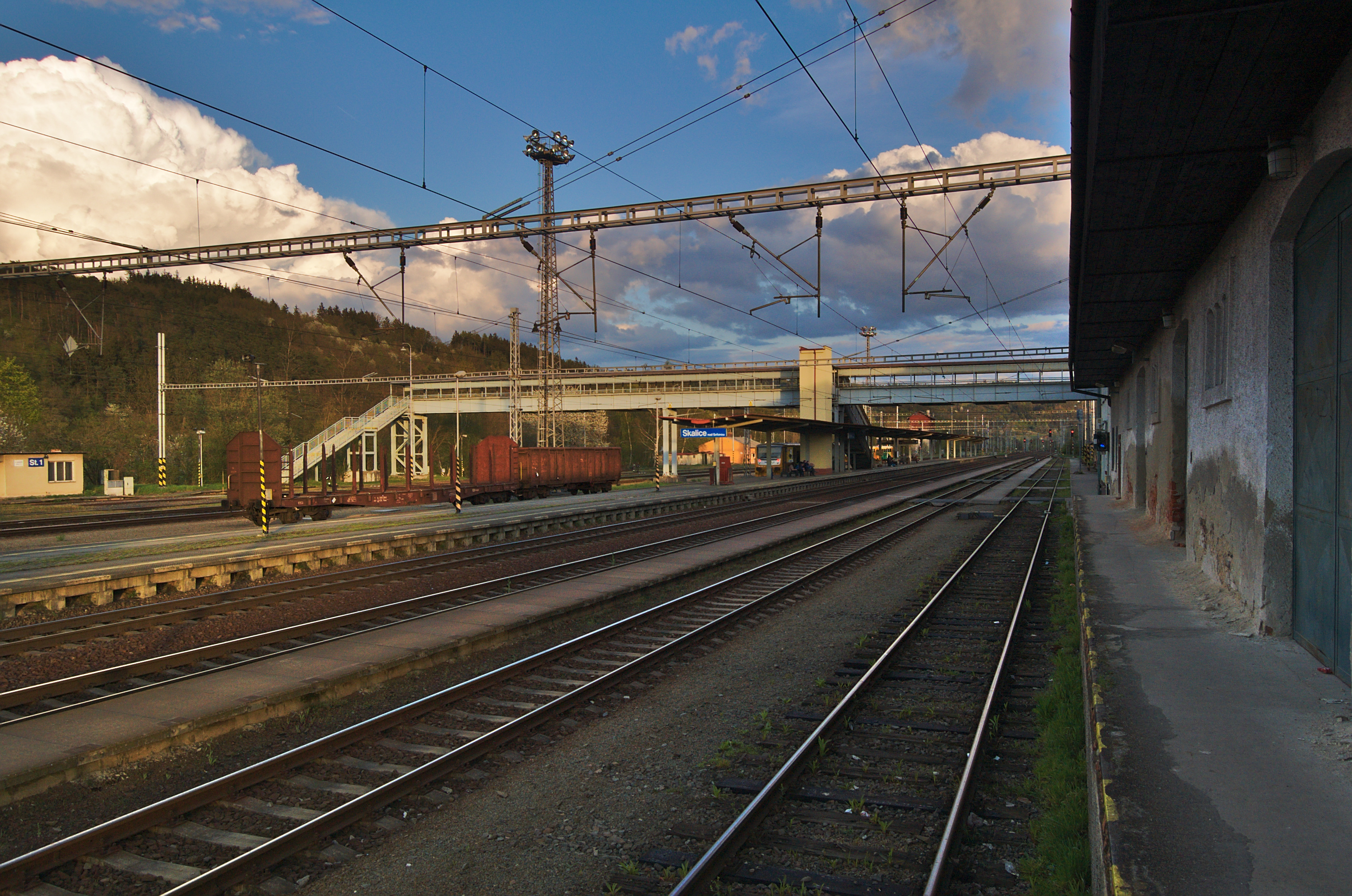
Vlakové nádraží
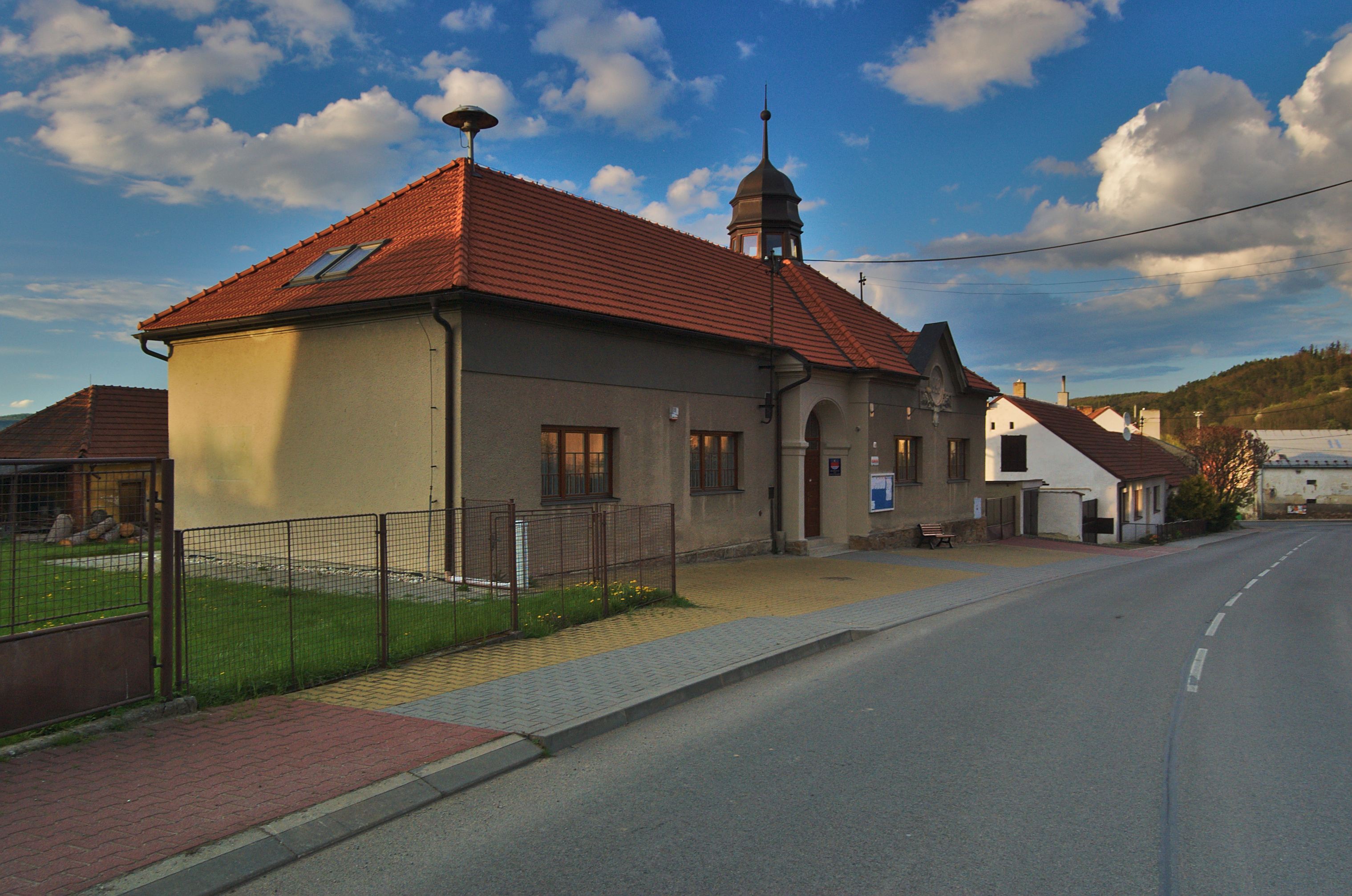
Obecní úřad
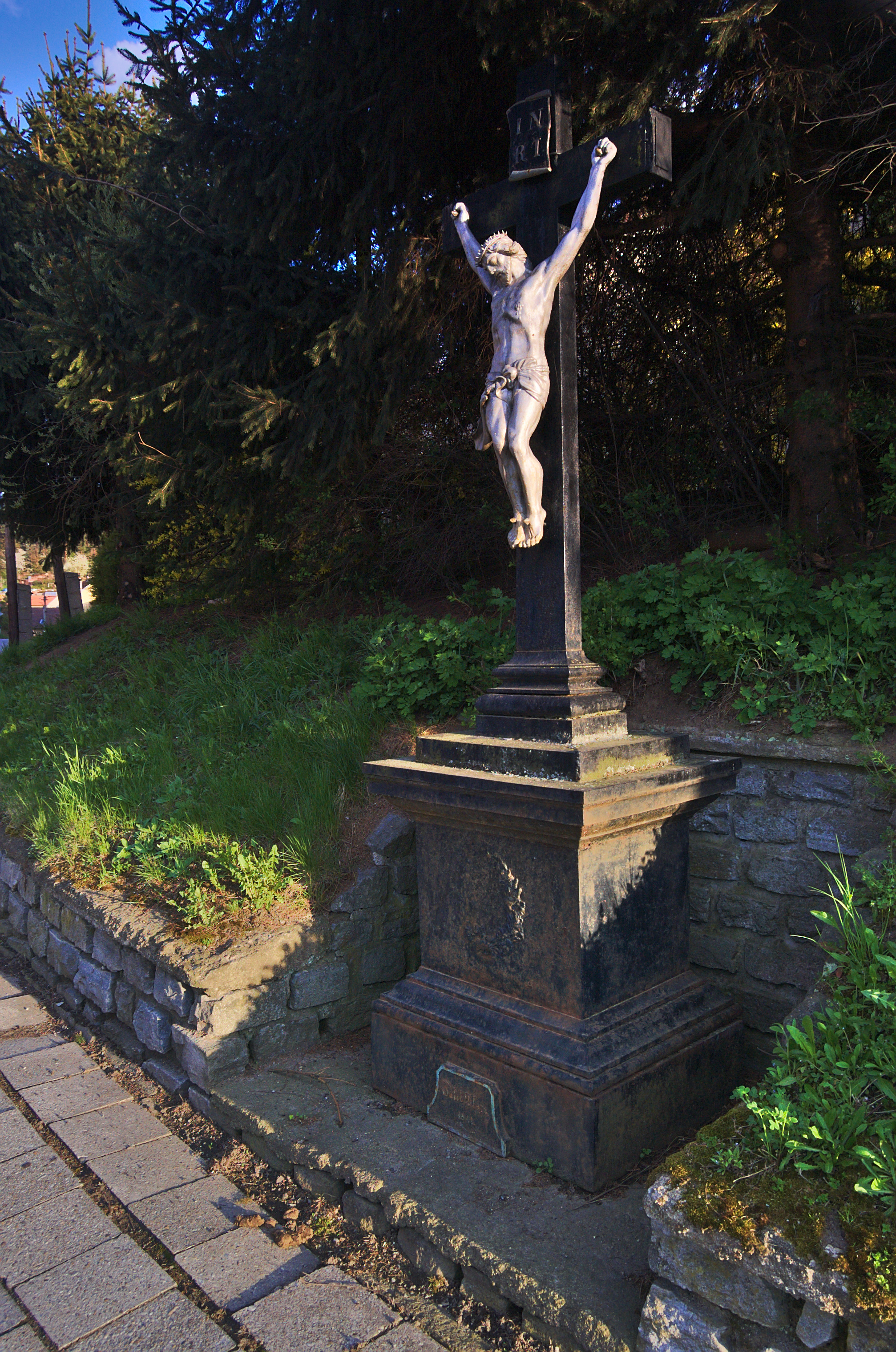
Kříž u křižovatky před domem čp. 151